# Улица Раззакова
У́лица Разза́кова (кирг. Раззаков көчөсү) — улица в центре Бишкека — столицы Кыргызстана.

## География
Улица проходит с юга на север по территории Первомайского района столицы, пересекая значительную часть её исторического центра. Идёт параллельно проспекту Эркиндик. Начинается от улицы Туголбай Ата к северу от железнодорожных путей, пересекает улицы Чуйкова, Боконбаева, Чокморова, Московскую, Токтогула, Киевскую, главный городской проспект Чуй и улицы Абдымомунова, Фрунзе, Жумабека и Баетова.
Улица Раззакова обрывается на пересечении улицы Баетова и упирается в здание ГКНБ КР. За зданием лежит проспект Жибек-Жолу, к северу от которого имеется небольшое продолжение улицы Раззакова. Улица заканчивается в частном жилом секторе.
Длина проезжих участков улицы составляет около 1900 метров.

## История
Во времена Российской империи улица называлась Васильевской. По версии местных краеведов такое название она получила в честь фельдшера Василия Михайловича Фрунзе, отца военного и политического деятеля РСФСР и СССР М. В. Фрунзе. В доме, который в 1879 году построил Василий Михайлович на этой улице, родился и провёл свои детские годы его сын Михаил. По другой версии она носила имя предпоследнего городского головы агронома И. Васильева.
С установлением советской власти улица одной из первых была переименована в Первомайскую. После смерти М. В. Фрунзе 5 марта 1927 года в доме его родителей был открыт первый в городе Фрунзе и во всей Киргизской АССР музей, который назывался «Центральный музей». Его первым директором стал учёный-этнограф С. М. Абрамзон.
В 1927 году на улице Первомайской была построена по проекту архитектора А. П. Зенкова гостиница «Центральная». Осенью 1932 года во время своей командировки в город Фрунзе в этой гостинице останавливался инженер и писатель А. П. Платонов. Проект Чумышской плотины, составленный в Москве, вызвал возражения со стороны «Чустроя» — строительной организации в городе Фрунзе. Уточнением вопросов технической документации по строительству плотины и Атбашинской оросительной системы и занимался во время командировки инженер Андрей Платонов. Здание гостиницы находилось напротив Дома правительства и было снесено при расширении Старой площади.
В 1930 году к зданию Центрального музея вдоль улицы Первомайской пристроили Дом Обороны, который позже был передан Русскому драматическому театру имени Н. К. Крупской. Оба здания были снесены при строительстве нового здания Мемориального дома-музея М. В. Фрунзе, театр переехал в другое место.
25 октября 1939 года постановлением Совнаркома Киргизской ССР основан Союз композиторов Киргизской ССР, который в том же году начинает работу в специально построенном здании дома № 50 на улице Первомайской. С 2002 года здание является объектом историко-культурного наследия Кыргызской Республики.
В небольшом домике на углу улиц Пионерской и Первомайской в годы своей работы в городе Фрунзе (1940-е годы, период эвакуации) жил академик К. И. Скрябин. В домике Скрябина бывали А. Н. Бах, А. А. Борисяк, В. А. Энгельгардт — все, кто стоял у истоков создания Академии наук Киргизской ССР. Домик не сохранился, и на его месте возвышается современное здание банка «БТА».
В 1979—1980 годы в доме № 31 по улице Первомайской жил государственный деятель Киргизской ССР Султан Ибраимов. На доме установлена мемориальная доска.
После обретения Киргизией независимости улица была переименована в честь первого секретаря ЦК Компартии Киргизии Исхака Раззакова (жившего на этой улице), дом-музей которого находится на соседней улице Чуйкова.

## Застройка
- дом 4 — Представительство Министерства внутренних дел Российской Федерации в Киргизской Республике (по вопросам миграции)
- дом 8/1 — Национальная академия «Манас» и Чингиза Айтматова
- дом 16 — Посольство Японии в Кыргызской Республике
- дом 18 — Посольство Федеративной Республики Германия в Кыргызской Республике
- дом 19 — 18-этажное здание бизнес-центр «Россия»
- дом 31 — Дом с мемориальной доской Султана Ибраимова
- дом 36 — Посольство Исламской Республики Иран в Кыргызской Республике
- дом 50 — Союз композиторов Кыргызской Республики
- дом 51 — Кыргызский государственный университет имени И. Арабаева
- дом 62/2 — Профессиональный лицей № 3
- дом 63 — Служба криминальной милиции МВД КР